# Paul Mazurkiewicz
Paul Mazurkiewicz Jr. (New York, 8. rujna 1968.) američko-poljski je bubnjar. Najpoznatiji je kao bubnjar sastava Cannibal Corpse.
S basistom Alexom Websterom jedini je preostali izvorni član Cannibal Corpsea. Također je s Chrisom Barnesom i Bobom Rusayem svirao u skupini Tirant Sin. Vegetarijanac je.

## Diskografija
Cannibal Corpse (1988. - danas)
- Cannibal Corpse (1989., demo)
- Eaten Back to Life (1990.)
- Butchered at Birth (1991.)
- Tomb of the Mutilated (1992.)
- Hammer Smashed Face (1993., EP)
- The Bleeding (1994.)
- Vile (1996.)
- Gallery of Suicide (1998.)
- Bloodthirst (1999.)
- Sacrifice / Confessions (2000., EP)
- Live Cannibalism (2000., koncertni album)
- Gore Obsessed (2002.)
- Worm Infested (2003., EP)
- 15 Year Killing Spree (2003., kompliacijski album)
- The Wretched Spawn (2004.)
- Kill (2006.)
- Evisceration Plague (2009.)
- Global Evisceration (2011., koncertni album)
- Torture (2012.)
- Torturing and Eviscerating Live (2013., koncertni album)
- A Skeletal Domain (2014.)
- Red Before Black (2017.)
- Violence Unimagined (2021.)

Tirant Sin
- Desecration of the Graves (1987., demo)
- Chaotic Destruction (1987., demo)
- Mutant Supremacy (1988., demo)